# Przejście graniczne Kraków-Balice
Przejście graniczne Kraków-Balice – polskie lotnicze przejście graniczne położone w województwie małopolskim, w powiecie krakowskim, w gminie Zabierzów, na zachód od Krakowa, na terenie Międzynarodowego Portu Lotniczego im. Jana Pawła II Kraków-Balice, w miejscowości Balice.

## Opis
Lotnicze przejście graniczne Port lotniczy Balice koło Krakowa ustalono Zarządzeniem Ministra Spraw Wewnętrznych z 14 września 1965 roku zmieniające zarządzenie w sprawie ogłoszenia przejść granicznych lądowych przeznaczonych dla ruchu granicznego, rodzajów ruchu granicznego przez te przejścia oraz przejścia graniczne morskie i lotnicze, jak również w sprawie czasu otwarcia przejść granicznych.
Przejście graniczne Kraków-Balice powstało 1967 roku, wraz z momentem otwarcia międzynarodowych połączeń lotniczych, kiedy to lotnisko uzyskało status międzynarodowego portu lotniczego, w którym dopuszczony był ruch osobowy i towarowy. Otwarte było tylko w czasie odprawy przed startem i po lądowaniu statków powietrznych w lotach regularnych i czarterowych, a następnie zostało zmienione jako przejście graniczne lotnicze ogólnodostępne. Kontrolę graniczną osób, towarów i statków powietrznych do 15 maja 1991 roku wykonywały Wojska Ochrony Pogranicza, a od 16 maja 1991 roku organa Straży Granicznej. Początkowo wykonywała to Graniczna Placówka Kontrolna w Krakowie-Balicach, a od 24 sierpnia 2005 roku Placówka Straży Granicznej w Krakowie-Balicach. Natomiast kontrolę celną wykonują organa Służby Celnej, tj. Oddział Celny Osobowy Port Lotniczy Kraków-Balice.

## Zasięg terytorialny
Zasięg terytorialny lotniczego przejścia granicznego Kraków-Balice w której dokonuje się kontroli granicznej i kontroli bezpieczeństwa osób, bagaży, towarów i statków powietrznych ustala właściwy miejscowo wojewoda w porozumieniu z zarządzającym lotniskiem oraz właściwym komendantem oddziału Straży Granicznej, a w przypadku gdy w przejściu tym wykonywane są czynności w ramach dozoru celnego także z właściwym dyrektorem izby administracji skarbowej. W przypadku gdy w lotniczym przejściu granicznym wykonywana jest graniczna kontrola weterynaryjna, właściwy miejscowo wojewoda ustala strefy lotniska o których wyżej mowa, także w porozumieniu z granicznym lekarzem weterynarii.

## Galeria

Przejście graniczne Kraków-Balice – stemple kontroli granicznej
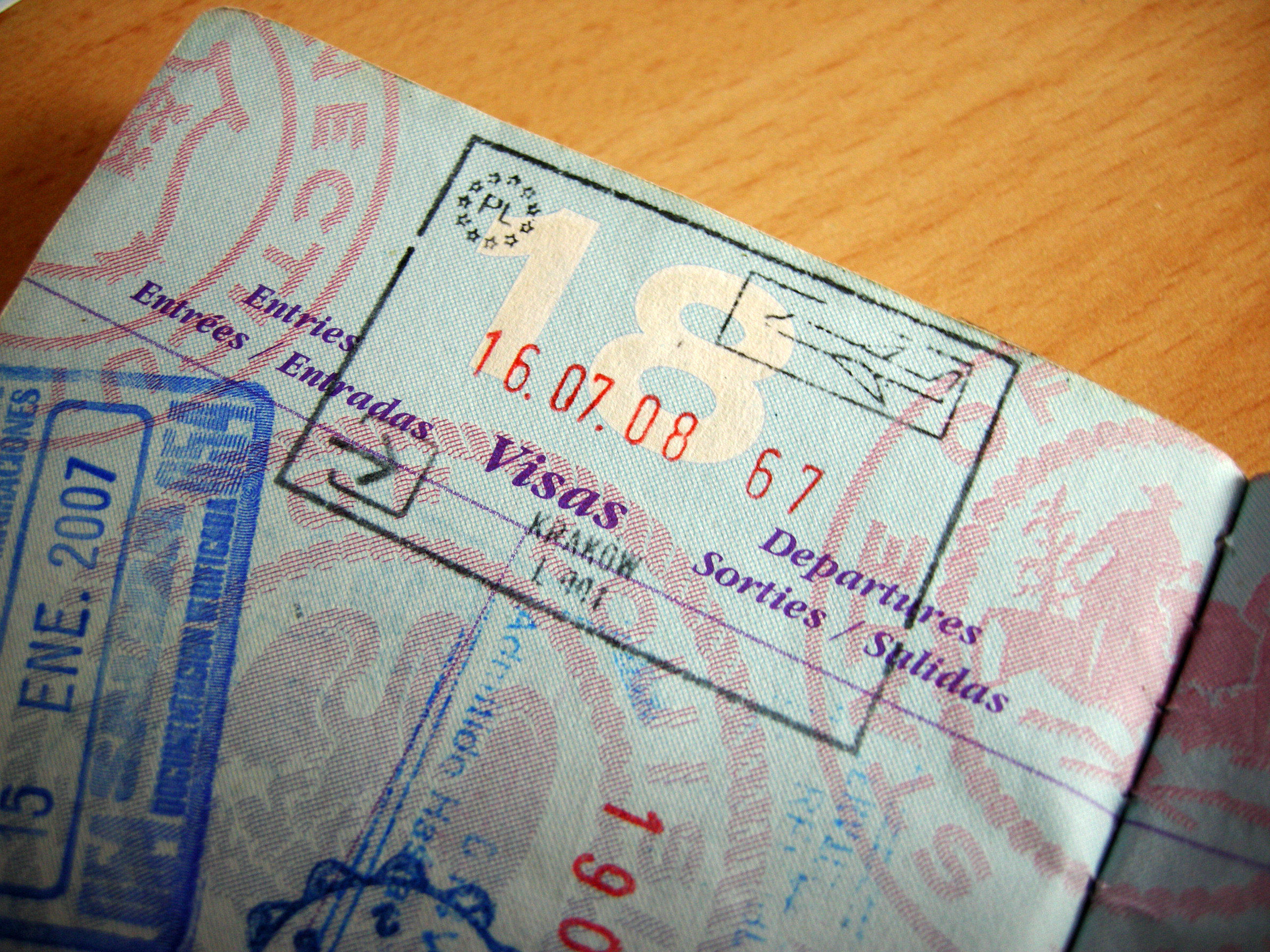
(lipiec 2008)
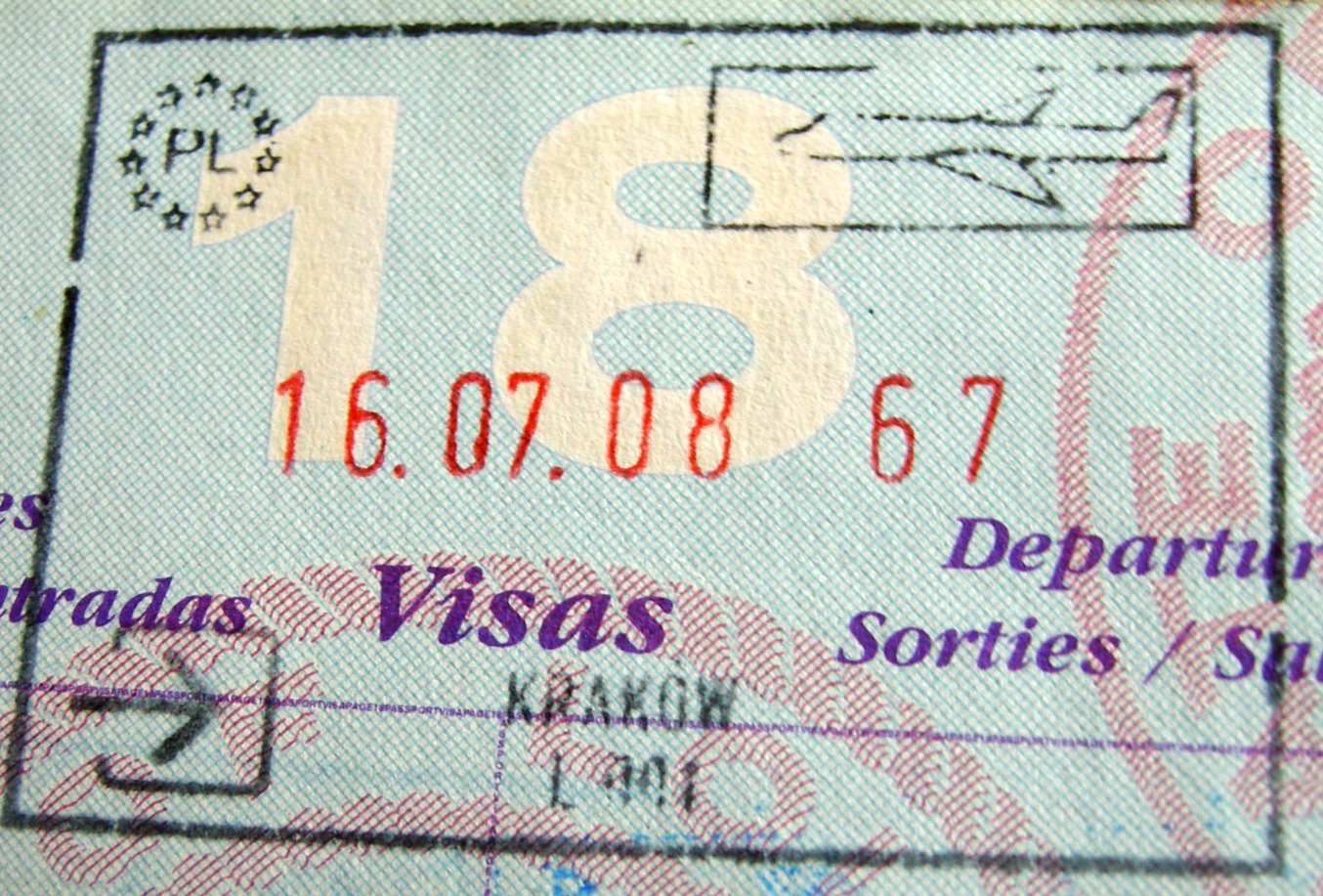
(lipiec 2008)